# Elena Volkova (natation)
Pour les articles homonymes, voir Volkova et Elena Volkova.
Elena Iourievna Volkova, née le 27 mai 1968, est une nageuse soviétique. Elle est la mère de Kirill Prigoda et la femme de Gennadiy Prigoda.

## Palmarès
- Championnats du monde
  - Perth 1991
    -  Médaille d'or sur 200 mètres brasse
    -  Médaille de bronze sur 100 mètres brasse

- Championnats d'Europe
  - Bonn 1989
    -  Médaille de bronze sur 200 mètres brasse